# Seiya Fujita
Seiya Fujita (藤田 征也?, Fujita Seiya; Sapporo, 2 giugno 1987) è un ex calciatore giapponese, di ruolo centrocampista.

## Palmarès

### Club

#### Competizioni nazionali
- J2 League: 3

Shonan Bellmare: 2014, 2017
Tokushima Vortis: 2020
- Coppa J. League: 1

Shonan Bellmare: 2018